# 109 a.C.

## Eventos

### Roma
- Quinto Cecílio Metelo, que mais tarde receberia o título de Numídico, e Marco Júnio Silano, cônsules romanos.[1]
- Marco Lívio Druso é eleito censor com Marco Emílio Escauro, mas morre no cargo e força Escauro a renunciar[1].
- Continua a Guerra Címbrica.
  - O cônsul Silano, porém, é derrotado pelos cimbros, que enviam uma embaixada ao senado romano exigindo terra. Eles são ignorados pelo senado.[2]
- Continua a Guerra contra Jugurta:
  - O cônsul Metelo derrota Jugurta em duas batalhas, incluindo a Batalha de Mutul, e devasta a Numídia.[2]

### Judeia
- Antíoco de Cízico avança em socorro de Samaria, sitiada desde o ano anterior por Antígono e Aristóbulo, filhos de Hircano. Antíoco é derrotado pelos soldados de Aristóbulo, e é perseguido pelos irmãos, até se refugiar em Citópolis.[3]
- Antíoco de Cízico entrega o comando da guerra contra os judeus a Calimandro e Epícrates. Calimandro é derrotado e morto. Epícrates, após ser subornado, entrega Citópolis e outras cidades aos judeus.[3]
- Samaria se rende às tropas de Hircano e é totalmente destruída.[3]

## Mortes
- Cleitômaco, filósofo radicado em Atenas,[4] possivelmente de origem cartaginesa.[Nota 1]